# 241
Криза Римської імперії у 3 столітті. Правління малолітнього імператора Гордіана III. У Китаї триває період трьох держав, найбільшою державою на території Індії є Кушанська імперія, у Персії править династія Сассанідів.
На території лісостепової України Черняхівська культура. У Північному Причорномор'ї готи й сармати.

## Події
- Гордіан III прибуває в Антіохію. Готується наступ на персів.
- Імперія Сассанідів анексувала частину Кушанської імперії.

## Померли
- Ардашир I, засновник династії Сассанідів.